# Jombang (Jombang, Jombang)
Jombang is een bestuurslaag in het regentschap Jombang van de provincie Oost-Java, Indonesië. Jombang telt 10.100 inwoners (volkstelling 2010).